# Gabyr
Gabyr (bułg. Габър) – wieś w Bułgarii, w obwodzie Burgas, w gminie Sozopol. W 2023 roku liczyła 404 mieszkańców.